# Tribune Company

Altes Logo

Tribune Media (ehemals Tribune Company) war ein US-amerikanisches Medienunternehmen mit Sitz im Tribune Tower in Chicago im US-Bundesstaat Illinois. Das Unternehmen war im Aktienindex S&P 500 gelistet. 2007 beschäftigte das Unternehmen 20.000 Mitarbeiter.

## Geschichte
Die Tribune Company wurde mit der Gründung der Zeitung Chicago Daily Tribune ins Leben gerufen.
Zu den wichtigsten Tochtergesellschaften der Tribune Company gehören mehrere Tageszeitungen, darunter die Chicago Tribune, Hartford Courant, The Baltimore Sun sowie das Major-League-Baseball-Team Chicago Cubs. Die Tribune Company ist zusammen mit Time Warner auch am US-Fernseh-Network The WB beteiligt. Viele von den 23 Fernsehstationen (Stand: 2007) der Tribune Company sind dem WB-Network angeschlossen.
Am 21. August 2007 stimmten die Aktionäre der «Tribune Company» für einen Verkauf an den Multimilliardär und Immobilienunternehmer Sam Zell. Die Verkaufssumme wurde auf 13 Mrd. Dollar (9,7 Mrd. Euro) festgelegt. Am 8. Dezember 2008 hat die Tribune Company Gläubigerschutz gemäß Chapter 11 beantragt. und verließ vier Jahre später das Insolvenzverfahren.
2017 übernahm die Sinclair Broadcast Group die Milliardenschulden der Tribune und zahlte nach einem Bieterkampf gegen Twenty-First Century Fox und Nexstar 43,50 US$ pro Aktie. Zur Genehmigung des Deals durch die Aufsichtsbehörde FCC muss Sinclair diverse TV-Stationen abstoßen, um eine Vormachtstellung des Unternehmens auf dem TV-Markt zu verhindern.
Am 19. Oktober 2017 stimmten die Aktionäre von Tribune Media dem Verkauf zu.
Am 16. Juli 2018 wurde berichtet, dass der FCC-Vorsitzende Ajit Pai "ernsthafte Bedenken" gegen die Fusion hatte und eine Anhörung vor einem Verwaltungsrichter vorschlug.
Am 9. August 2018 beschloss Tribune, von der Fusion zurückzutreten und Sinclair wegen Vertragsbruchs zu verklagen.

### Übernahme durch die Nexstar Media Group
Im November 2018 verstärkten sich die Verkaufsgerüchte erneut, wobei Byron Allen (Gründer von Entertainment Studios), Ion Media (in Partnerschaft mit Cerberus Capital Management und Hicks Equity Partners) Interesse bekundeten und die Nexstar Media Group als führender Bieter genannt wurde.
Am 3. Dezember 2018 gab die Nexstar Media Group ihre Absicht bekannt, mit Tribune Media für 6,4 Milliarden US-Dollar zu fusionieren, wobei sie weiterhin als „Nexstar Media Group“ bekannt sein wird. Durch den Verkauf würde das Unternehmen 216 Sender in 118 Märkten erhalten, womit es knapp unter der FCC-Marktgrenze von 39 % der TV-Haushalte läge. Der Verkaufspreis spiegelt eine 45%ige Erhöhung der Bewertung gegenüber dem Angebot von Sinclair wider. Nexstar plant, im Rahmen der Übernahme einige Sender und nicht zum Kerngeschäft gehörende Vermögenswerte zu veräußern.
Am 21. Januar 2019 wurde berichtet, dass die Nexstar Media Group einer Fusion mit Tribune Media für rund 4,1 Milliarden US-Dollar in bar zugestimmt hat, wodurch sie zum größten regionalen US-Fernsehsenderbetreiber wird und den Namen Nexstar übernimmt.
Am 1. August desselben Jahres genehmigte das Justizministerium der Vereinigten Staaten die Transaktion.
Der Verkauf wurde am 16. September von der FCC genehmigt, und am 19. September abgeschlossen.

## Rezeption
Der Fachdienst IfM schrieb über Bedeutung und Entwicklung des Tribune: "Die Tribune Company ist eines der traditionsreichsten Medienunternehmen der USA. Anfang 2008 vom Immobilienmogul Sam Zell übernommen, brach der Konzern bereits nach einem Jahr unter seiner enormen Schuldenlast zusammen und begab sich auf den staatlich überwachten Weg aus der Insolvenz. Nach zahlreichen Skandalen und Fällen von Missmanagement sowie der Abspaltung der Zeitungssparte hat sich Tribune wieder stabilisiert."